# Den (historieta)
Den es una serie de historietas de fantasía heroica creada por Richard Corben en 1973. Es la más famosa de sus obras.

## Trayectoria
Den fue, en origen, el protagonista de un cortometraje de animación realizado por Corben en 1968. Debutó como personaje de cómic en una historieta corta que apareció en Grim Wit Nº 2 (09/1973), pero su consagración definitiva llegó en 1975, con el inicio de la serie homónima en el número 1 de la revista francesa Métal Hurlant. Tras su interrupción en 1976, pasó a la revista italiana Alter Alter, publicando los dos primeros capítulos en blanco y negro (igual que en el Richard Corben's Funny Book de 1976).
A partir de diciembre de 1977, reapareció con su color original en la estadounidense Heavy Metal.
En España, fue publicada primero en álbum y más tarde en la revista "1984", causando furor entre los aficionados y convirtiéndose en una auténtica obra de culto.
Entre 1988 y 1989, Corben publicó la tercera serie de Den, recuperándolo otra vez más en 1993 para Heavy Metal.

## Argumento
David Ellis Norman (de donde proceden las siglas de Den) era un ingeniero de la Kansas contemporánea que se trasladaba a un mundo de violencia y grandes aventuras, repleto de bárbaros, brujos, horribles monstruos y mujeres de pechos enormes. En el traslado, la apariencia física del personaje sufría una transformación y de un hombre enclenque y pacífico pasaba a ser un héroe musculoso "sin un pelo y sin un trapo, luciendo una polla radiante y juguetona pero también inútil y caduca", dado que el autor no quería caer en la pornografía.

## Edición en español
- Den #1. Viaje fantástico al mundo de Nuncanada. Toutain Editor, 1978. (Reedición en 1991 con diseño distinto de portada y contraportada. La primera edición contiene un prólogo y una pequeña galería de ilustraciones)
- Den #2. Muvomum. Toutain Editor, 1984. (Reedición en 1991 con diseño distinto de portada y contraportada. La primera edición contiene un prólogo con viñetas de la misma obra y un par de mapas de Nuncanada)
- Den #3. Hijos del fuego. Toutain Editor, 1992
- Den #4. Sueños. Ediciones Zinco, 1993
- Den #5. Elementos. Ediciones Zinco, 1993
- Den #DenSaga. 1992-1994 (Empezó a publicarse en el Comix Internacional 2ª etapa, la desaparición de la revista dejó la edición incompleta)
- Den #DENZ. Parodia de DEN en la que su sobrino se convierte en el nuevo Den de Nuncanada donde Den es viejo y rey del extraño lugar. Salió en la revista Penthouse comix. Tiene un toque erótico.